# Max Haase
Max Haase (* 2. September 1884; † nach 1910) war ein deutscher Fußballspieler.

## Karriere
Haase gehörte dem BFC Hertha 92 von 1901 bis 1906 an. Mit seinem ein Jahr älteren Bruder Julius, mit dem er gemeinsam im Verein begann, gewann er am Saisonende 1905/06 mit der Berliner Meisterschaft seinen ersten regionalen Titel. Mit diesem Erfolg war er mit seinem Verein auch als Teilnehmer an der Endrunde um die Deutsche Meisterschaft qualifiziert. Über das am 29. April 1906 in Dresden gegen den SC Schlesien Breslau mit 7:1 gewonnene Viertelfinale – unter anderem mit dem zweiten Brüderpaar der Herthaner, Richard und Otto Haupt – erreichte er das am 6. Mai 1906 in Berlin angesetzte Halbfinale. In einem eng umkämpften Spiel gegen den VfB Leipzig – gegen den Richard Haupt das Tor zum 2:2 erzielte – verloren sie am Ende mit 2:3 gegen den späteren Deutschen Meister.
Seinem Studium verpflichtet zog er nach Freiburg im Breisgau; dort schloss er sich zur Saison 19067/07 dem Freiburger FC an, für den der in den vom Verband Süddeutscher Fußball-Vereine durchgeführten Meisterschaften im Gau Oberrhein, ab der Saison 1908/09 im Südkreis Punktspiele bestritt.
Während seiner Vereinszugehörigkeit gewann er vier regionale Meisterschaften, darunter die Süddeutsche. Aufgrund dieses Erfolges nahm er mit seiner Mannschaft an der Endrunde um die Deutsche Meisterschaft teil. Nachdem der VfB Leipzig und der Freiburger FC in der ersten Runde Freilose erhalten hatten, trafen beide am 12. Mai 1907 in Nürnberg im Halbfinale aufeinander, aus dem der Freiburger FC mit 3:2 als Sieger hervorging.
Das eine Woche später in Mannheim gegen den BTuFC Viktoria 89 ausgetragene Finale wurde mit 3:1 gewonnen. Da der Großteil der Mannschaft aus Studenten bestand, zerfiel die Mannschaft nach der erfolgreichen Saison, da viele nach ihrem Studium Freiburg wieder verließen. Und so kam es nicht überraschend. dass der Deutsche Meistertitel 1908 nicht verteidigt werden konnte. Zwar besiegte der FFC den FC Stuttgarter Cickers im Viertelfinale mit 1:0. Allerdings musste das Spiel aufgrund einer Beschwerde der Schwaben über den Schiedsrichter wiederholt werden. Das Wiederholungsspiel gewannen die Stuttgarter in Karlsruhe dann deutlich mit 5:2.
Haase spielte noch bis 1910 in der ersten Mannschaft, bevor er sich dann ganz auf seinen Beruf als Lehrer konzentrierte. In der Alt-Herren-Mannschaft, deren Mannschaftskapitän er war, spielte er lediglich noch einige Jahre.

## Erfolge
- Deutscher Meister 1907
- Süddeutscher Meister 1907
- Südkreismeister 1907
- Gaumeister Oberrhein 1907, 1908
- Berliner Meister 1906